# Bois Bara
Het Bois Bara is een bos- en natuurgebied  in Woelingen, deelgemeente van Lessen in de provincie Henegouwen in Wallonië. Het bosgebied is ongeveer 100 hectare groot en ligt dicht bij het Akrenbos. 
Voor de vroegmiddeleeuwse ontbossingen maakte het Bois Bara deel uit van het Kolenwoud waarvan ook het Hallerbos en Zoniënwoud restanten zijn. Het ligt vlak bij het Akrenbos en sloot aan op het Bois du Renard in Aat.  

## Fauna en flora
Het loofbos bestaat onder andere uit beuk en eik. 

## Afbeeldingen

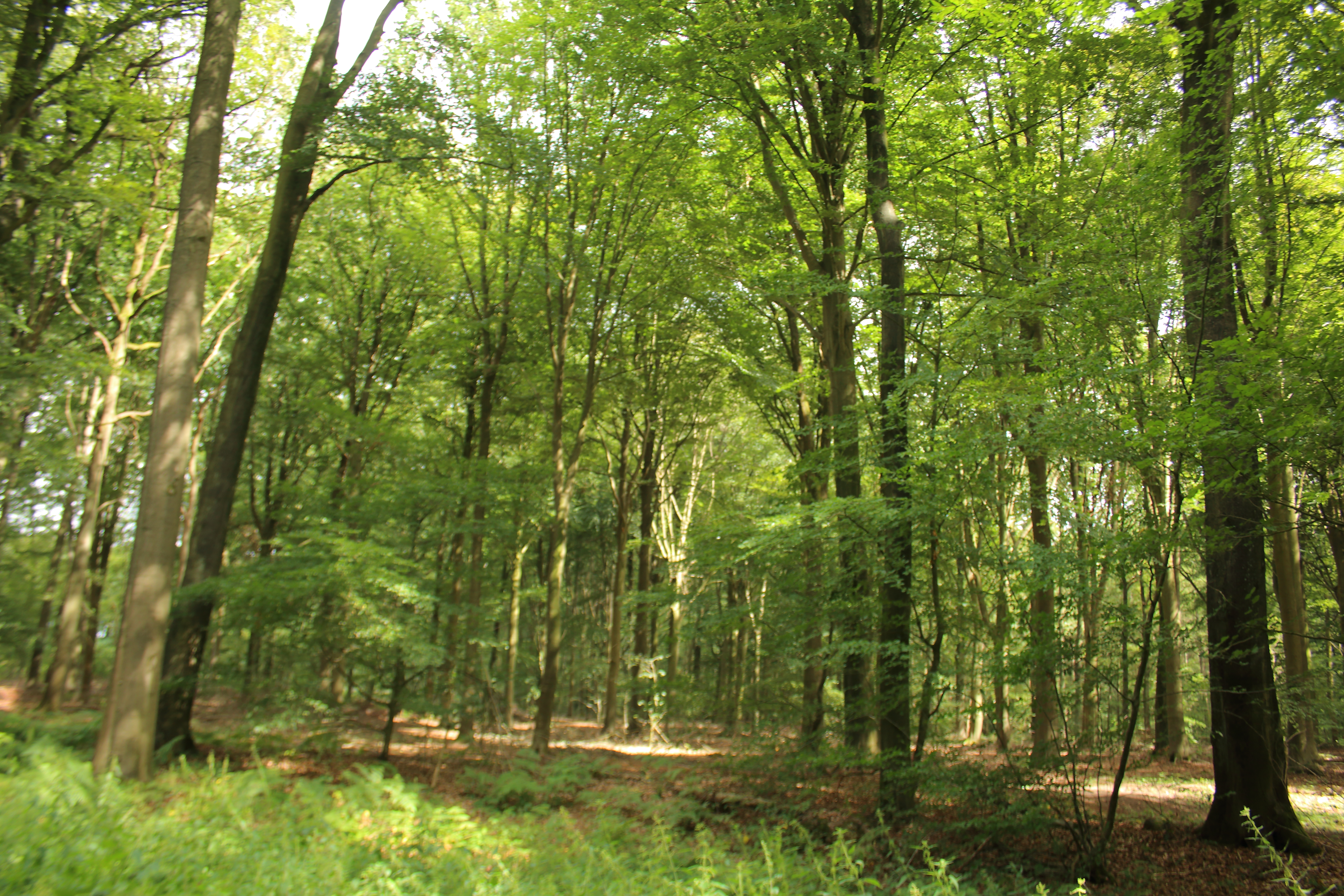
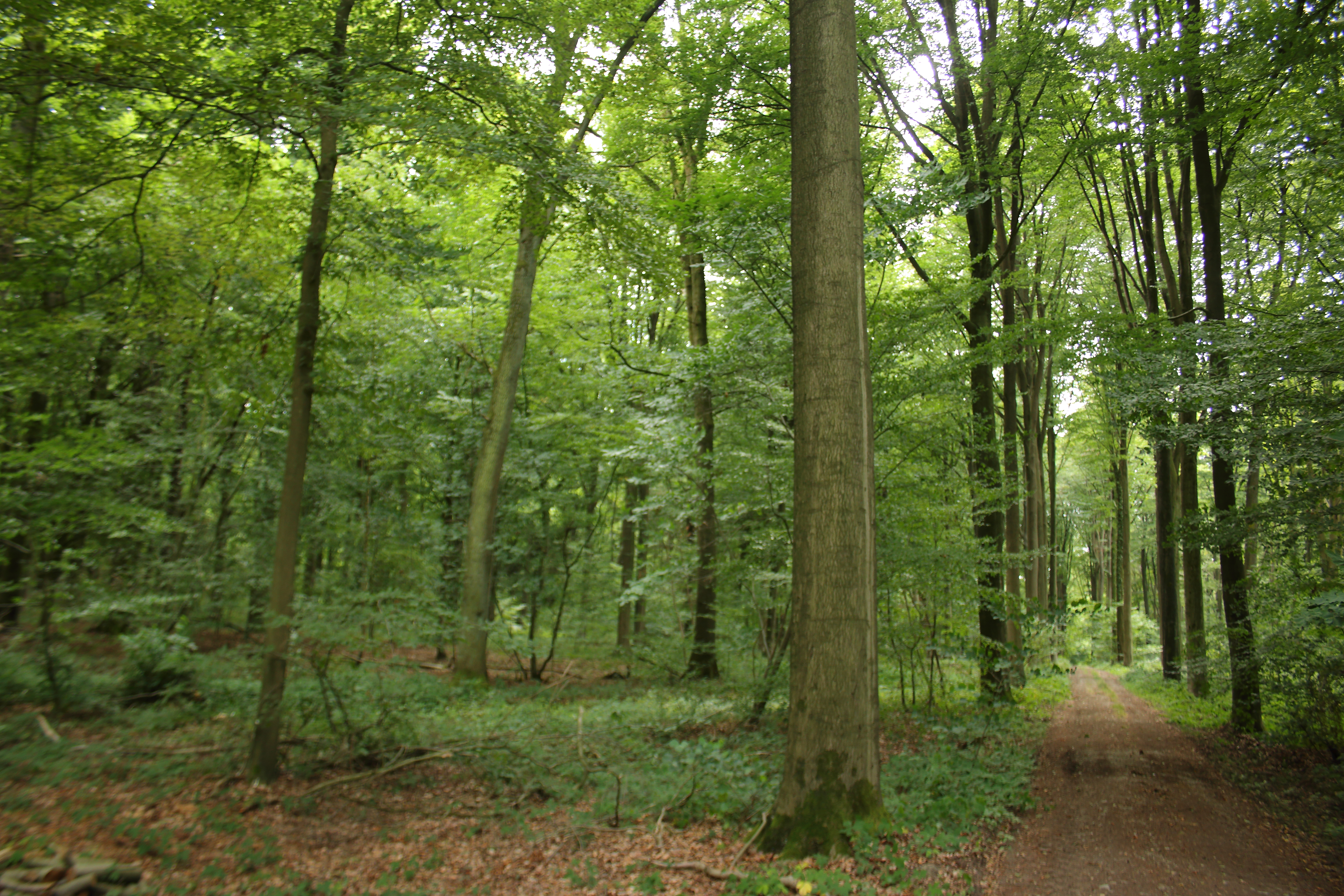